# إيجرتون هال
إيجرتون هال (بالإنجليزية: Egerton Hall)‏ (25 أبريل 1861 - 8 فبراير 1919) هو لاعب كريكت بريطاني (وحمل سابقاً جنسية المملكة المتحدة لبريطانيا العظمى وأيرلندا).